# Облога Сучави
Обло́га Суча́ви — відбувалась у серпні-вересні 1653 року і стала останнім епізодом Сучавської кампанії 1653 року, остаточно підтвердивши поразку планів Богдана Хмельницького утвердити свою гегемонію над Молдовою.
У той же час, тривала оборона Сучави дала можливість українському війську Б.Хмельницького виграти час й успішно блокувати війська Речі Посполитої під Жванцем (див. Жванецька облога 1653), що визначило переможний фінал цієї битви та кампанії 1653 в цілому.

## Вступ
Сучава була столицею Молдови до 1565 року. Після того, як столицею князівства стали Ясси, Сучава залишалася резиденцією господарів, що дбали про підтримання її укріплень у належному стані. Сучавська фортеця була зведена у другій половині XIV століття і розбудована на рубежі XV і XVI століть, за господаря Штефана Великого. За господаря Єремії Могили (кінець XVI-початок XVII століття) було відремонтовано фортечні мури. Васіле Лупу більше турбувався про реновацію князівського палацу, ніж власне про фортецю. Тому польські джерела кажуть про Сучаву як про «фортецю скоріш старожитню ніж потужну».
У джерелах існують різні дані про початковий гарнізон Сучави. Називаються числа від 140 жовнірів до 2 200. Останнє число напевно значно перебільшене, але беручи до уваги, що до Сучави повинні були дістатися рештки військ Васіле Лупу після поразок під Фараоні та Сиркою, можна припустити, що гарнізон міг нараховувати близько тисячі молдовського війська. Крім того, фортеця мала 70 гармат.
Після поразки під Сиркою та втрати Ясс Василь Лупуд зрозумів, що Сучава стає ключовим пунктом його зусиль по утриманню на князівському престолі. Тому перед втечею до України, до свого свояка гетьмана Богдана Хмельницького, він наказав, щоб фортецю боронили за будь-яку ціну.

## Початок облоги
Вже 22 липня 1653 року до Сучави підійшов 7-тисячний загін на чолі із новим господарем Молдови Георгієм Штефаном. Гарнізон фортеці не погодився на вимогу піддатися. До Штефана підійшли 70 облогових гармат із Ясс і Хотина, і після цього він дав наказ почати штурм. Але обложені хоробро боронилися, чекаючи на допомогу.
Тим часом 15 липня 1653 року до гетьманської столиці Чигирина з'явився посланець від Василя Лупула, який попросив військової допомоги, оскільки його вороги перейшли в наступ. Невдовзі прибув сам скинутий з престолу господар. Намагаючись зберегти свій вплив у регіоні, Богдан Хмельницький ухвалив рішення, що мало фатальні наслідки: вирішив поновити його владу. У першій декаді серпня гетьман відправив до Молдови новий козацький корпус на чолі із своїм старшим сином та зятем Василя Лупула, Тимошем Хмельницьким. 17 чи 18 серпня 1653 року козаки увійшли до Сучави. Тиміш проводив свій марш кількома колонами, пустошачи країну з метою спровокувати Штефана відійти від Сучави, а також не даючи можливість точно локалізувати напрямок походу своїх головних сил. У результаті Штефан зняв облогу і Тиміш зміг увійти до Сучави, практично не зустрівши опору (блокуючий загін у 500 вояків, залишений Штефаном, було легко розбито).

## Сили сторін
Максимальна відома оцінка сил, які привів до Сучави Тиміш Хмельницький, є в листі Богдана Хмельницького до посланців московського царя, де він пише про 20 тисяч козаків та 2 тисячі татар. Одначе вірогіднішою оцінкою є 9 тисяч козаків із 20 гарматами. Смолій і Степанков дають меншу оцінку, 6-8 тисяч. Грушевський також пише про дві тисячі ногайських татар, що приєдналися до походу.
Сили Штефана оцінюються як 5-6 тисяч молдован і волохів та 5-10 тисяч семигородців (Смолій і Степанков: «25-30-тисячне молдавсько-валасько-трансільванське військо», тоді як Грушевський пише про 4 тисячі «німецького війська» під проводом Іштвана Петки, посланих із Семигорода). Сили поляків, що надійшли на допомогу Штефанові і долучилися до нього 19 серпня 1653 року над рікою Жилією, становили 4 тисячі кінноти (2 900 найманої легкої кінноти, 400 драгунів, кількасот добровольців) на чолі з полковником Яном Кондрадзьким (Смолій і Степанков: «на чолі 7 тис. польських жовнірів підійшов полковник Ян Кондрацький»).

## Хід облоги
21 серпня військо Георгія Штефана підійшло до Сучави і спробувало з наскоку взяти козацький табір під стінами фортеці. Ця спроба повністю провалилася, оскільки за кілька днів, що пройшли від приходу до Сучави, козаки зуміли звести сильні укріплення.
Почалася облога фортеці. Татари (2 тисячі), що прийшли із Тимошем, поставили умову, щоб вийти з табору, поки в них ще є коні. Тиміш Хмельницький не погодився і вбив татарського мурзу, після чого 25 серпня 1653 року всі татари покинули Сучавський табір та втекли через Чернівці до Могилева. Обложці не намагалися їх затримати (при тому є відомості, що один мурза із кількома сотнями татар приєднався до обложців і хоробро воював проти козаків). Можливо, з Тимошем залишилося 2-3 сотні татар та 6 тисяч запорожців (скоріш за все, йому не вдалося зібрати в одну купу всі свої загони, що він їх розпустив по краю).

У Грушевського знаходимо такий опис Тимоша під Сучавою, що належить Павлові з Алеппо:
«Тимофій що дня виходив, на ворогів і побивав їх тисячами-ніхто не міг протистояти його великій відвазі. Що дня виїздив з табора з невеликою купкою людей на буланім коні, котрого дуже любив: побивав, ранив і гонив ворогів; достовірні люди оповідали про нього, що він убив з власної руки 1300 Німців, купою нагромадивши перед собою. Стріляв з лука правою рукою і лівою, рубав шаблею, стріляв з рушниці з-під черева свого коня і так побивав ворогів. Аґа-скарбник, що приїздив з Стамбула від султана в справах Молдавії й їздив з капіджі-башею до Стефана, що був тоді під Сучавою, повернувся здивований джиґитовкою й сміливістю Тимофія, захоплений його юнацтвом. Ніхто не міг влучити його ні з рушниці ні іншою зброєю, такий він був чудовий їздець: крутився на сідлі як блискавиця. Скільки жалю завдав він Полякам-значним і простим: сам-один з власної руки вбив їх кілька тисяч, як то оповідали нам люди, додаючи, що своїм мечем він убив 7000 Євреїв».
Спочатку табір запорожців не було повністю блоковано, і Тиміш висилав загони нищити край та тривожити обложців. Не завжди ці вилазки закінчувалися щасливо: Грушевський згадує про одну таку вилазку до Драгомирни, коли козаків було відтято від табору і майже всіх знищено.
Військо обложців налічувало всього 3-4 тисячі піхоти та драгонії, але у вересні до них надійшов загін полковника Генрика Денгоффа із 600 польських драгунів та 6 гарматами. Вже по закінченні облоги дісталися до Сучави 800 польської кінноти під проводом коронного польного писаря Сапєги. Прийшли підкріплення й від семиградського князя Юрія II Ракоці, так що під кінець облоги союзне військо могло налічувати до 30 тисяч вояків.
Після початку облоги Тиміш послав листа до Богдана Хмельницького, прохаючи про допомогу. 29 серпня 1653 року Хмельницький одержав тривожного листа від сина, який просив підкріплення. Проте, маючи в Чигирині тільки 10 тисяч вояків (інші полки збиралися під Білою Церквою), перед загрозою наступу поляків не наважився відправити до Сучави великі сили (кілька тисяч козаків не могли врятувати ситуації). Тому відписав Тимошу, що наразі не може надіслати підкріплення й радив оборонятися. Джерела свідчать, що після цього гетьман тричі розсилав універсали старшинам з наказом збиратися на допомогу обложеним у Сучаві, але вони не хотіли його виконувати. У другій декаді вересня в Рашкові зібралися лише два полки козаків.
Богдан Хмельницький i далі домагався від Осман підтримки своїх заходів. На початку другої декади серпня прийняв турецького посла, якого затримав при собі на певний час. На початку вересня направив посольство до Стамбула, яке мало клопотатися про повернення влади В. Лупула.
Кілька разів Богдан Хмельницький відсилав посланців до кримського хана Іслам Гірея, схиляючи його допомогти обложеним. Маючи заборону від султана, хан попервах рішуче відмовлявся, але під тиском частини знаті, яка чула про міфічні багатства Василя Лупула й хотіла прибрати до рук частину його Сучавських скарбів, врешті-решт погодився. 20 вересня 1653 року він виступив на з'єднання із силами гетьмана, вирядивши 12 тисяч татар до Сучави. Тим часом там трапилися події, які перекреслили доцільність Сучавської кампанії українсько-кримських військ.

## Загибель Тимоша Хмельницького
Перебіг бойових дій під Сучавою встановити надзвичайно важко, але схоже на те, що до найтяжчих боїв дійшло 10-12 вересня 1653 року, коли козаки спробували прорвати облогу. До такого рішення, скоріш за все, спричинилося те, що в фортеці стала даватися взнаки блокада − закінчувалися харчі, порох, ставало сутужно з водою. Крім того, козаки могли вирішити, що прибулий у першій декаді вересня загін Денгоффа є лише авангардом більшого війська.
Тиміш Хмельницький сформував ударну групу, що налічувала до 5 тисяч вояків, і спрямував головний удар на позиції семигородців. Вдалося козакам вдертися на вали і навіть захопити кілька гармат, але у ході контратаки козаків було відкинуто. Це спричинилося до певного замішання серед козаків, тому командування облогою вирішило використати цей момент для генерального штурму.
Штурм розпочався 11 вересня 1653 року пополудні і тривав 3 години. Свіжим драгунам Денгоффа вдалося вдертися на козацькі вали, але звідти їх вибили оборонці. Козаки не вживали вогнепальної зброї − схоже на те, що порох у них закінчувався. Нападники зазнали дуже великих втрат: 1 500 молдован, волохів і семигородців, 800 поляків. Очевидці писали про те, що польські трупи повністю заповнили вал перед козацькими шанцями. У польських драгунів залишився живим лише один капітан, а всі інші офіцери загинули. Почалися сварки між поляками та їхніми союзниками щодо того, хто ж винен у поразці штурму.
Козакам не вдалося використати свій великий успіх. Хоча наступної ночі вони спробували знищити блокгауз перед польськими шанцями, і майже досягли успіху, атакувавши його несподівано у темряві, оборонці змогли протриматися (відбиваючись у тому числі ручними гранатами) до підходу своєї кінноти, що відігнала козаків до їхнього табору.
Наступного дня, 12 вересня 1653 року, під час гарматного обстрілу українських позицій, Тиміш Хмельницький зазнав поранення у стегно коло пахвини. Під час інспектування козацьких шанців вороже ядро вдарило у гармату, коло якої він стояв, розтрощило лафет і поранило козацького командира. Інший варіант загибелі Хмельницького каже, що козак-перебіжчик вказав обложцям на зелений намет Тимоша. Туди було націлено гармату, яка влучила ядром у якусь скриню, уламками котрої поранено Тимоша (тому вороги казали, що він помер не вояцькою смертю, а мужицькою − «від кия»). Почалася гангрена, від якої 15 вересня 1653 року помер (Смолій і Степанков: «за одними даними, через чотири, за іншими через шість днів»). В той же день про його смерть стало відомо у таборі Георгія Штефана, а вже 18 жовтня 1653 року про подію знали у польському таборі під Кам'янцем. На його місце старшина обрала наказним гетьманом полковника Миколу (чи Михайла) Федоровича, нібито за походженням шляхтича (також є відомості про те, що його на якийсь час було скинуто з гетьманства якимось Мартином, але тоді повернуто на посаду).
Анонімний польський автор «Короткої Нарративи» пояснює його (Тимоша) несподівану смерть тим що се йому «між іншими екскурсами розпуста з цілим жіночим двором господаревої не на добро послужила».
Доні в своїй депеші 18 вересня переказує історію, що розповідалася в польськім обозі, і очевидно послужила підставою до такої характеристики. «Від початку замішання богато жіноцтва для небезпеки поз'їздилося з околиці до Сучави; але в сім непевнім захисті їм довелося витерпіти більші переслідування і насильства від Тимофія, ніж могли їх спіткати в чистому полі від розбещених вояків. У вівторок 9 вересня 1) він задумав весело провести день і запросив дам, їв і пив без міри, а потім велів танцювати; але за тим пішли тисячі зневаг для чести сих жінок, так що вони кинулися до ніг воєводини (жінки Лупула) благаючи її не дозволяти їх так ображати в своїй хаті і на своїх очах. Та хотіла вгамувати сього хлопа і виговорювала йому за таку грубіянську зневагу, але він на се відказав: „Стара курво, через тебе я замкнений в сім місці, поставлений на явну небезпеку утрати життя і слави. Видай мині зараз гроші, золото, срібло і дорогоцінности, які маєш тут, аби я міг принаймні задоволити своїх товаришів!“ Воєводина відрікла, що на теперішній час досить буде і невеликої суми, бо в сім місці нема й способу витрачати гроші. Той по п'яному розлютувавсь і відповів, що коли його жаданнє не буде сповнене негайно, то її синок буде стятий в її присутности. Перелякана воєводина впала до ніг сього тирана, але він ні трохи не змилосердився й велів привести неповинного хлопця. Тоді мати побігла до покою. Де був її синок, і вхопила його на руки, постановивши позбавити себе життя, щоб не побачити такого видовища, а одночасно доручила кільком Німцям, що тепер замісць мурів охороняють особу воєводини, передати 100 тис. угорських червіних Тимофієві як викуп свого власного життя і життя свого сина. Так скінчилися сумні сі танці, і ввечері дві панни втікли звідти і розповіли лоґофетові що сталось, а він з усякою чемністю вирядив їх до Яс. Тимофій же, одержавши таку значну суму, стратив всякі інші бажання крім одного: утікти з тим золотом, що він вирвав у воєводини. Вибравши найвідважніших людей він попробував се, але опинившися на незахищеному місці, зрозумів неможливість охоронити себе й свій багаж; велів відставити його назад, а сам пішов пробоєм на Угрів. І хоча з обох сторін були значні страти, видно вже було перевагу козаків-але Кондрацкий зручно вдарив збоку і змусив їх відступити, хоч і з немалими стратами з нашої сторони-бо козаки не тікали і не переставали відстрілюватись. Кондрацкий велів своїм злізти з коней і йти за неприятелем аж до мурів. Тут наші стріли свіжі козацькі сили, і всякий наступ кінчався смертю: коли хтось видирався на мури діставав косою по ногах і падав мертвий. Особливо потерпів відділ Денгофа з 500 драґонів-стратив богато офіцерів чужоземних і польських. Кажуть, що їх (мабуть Поляків взагалі) загинуло до 800, а Угрів, Волохів і Мунтян до 1500. Кажуть, що й неприятель стратив таке ж число, але про се нема певної відомости. Але важна звістка, що самого Тимофія ранено з гармати в бік, як пише Денгоф. Були й такі листи, що його ранено в ногу і по трьох годинах, коли йому її відтяли він був у безнадійному стані, а деякі Вірмени що приїхали з волоського табору, кажуть, що вже й помер».

## Кінець облоги
Козакам також вдалося повністю полагодити укріплення табору і фортеці, так що обложці зрозуміли, що лише голод буде надійним засобом перемоги. Скоро в козацькому таборі почали їсти коней, а коли забракло м'яса, то й кінські шкіри. Після загибелі Тимоша покращилися стосунки між запорожцями та княгинею Катериною Лупу, що разом із своїм двором займала князівський замок. Хоч козаків і далі не пускали до замку, але княгиня дала розпорядження ділитися із ними їжею та водою.
В той же час козаки продовжували хоробро боронитися, при тому при нагоді наводили жах на обложців жорстокими стратами полонених: наприклад, семигородського капітана, героя війни з турками Мартіна Немета, що з конем упав у «вовчу яму» перед козацькими шанцями, було живцем засмажено на валу, щоб було добре видно його товаришам. Це спричиняло до того, що волохи та семигородці все менш хотіли атакувати позиції козаків. Так що прагнення знайти вихід із ситуації було по обидва боки, тим більше що до табору Штефана дійшли чутки, що на допомогу Лупу йдуть татарські війська. Посилилося дезертирство: наприклад, у вересні з табору втекло кілька польських корогов.
Не в змозі перемогти козаків, Штефан із союзниками запропонували козакам укладення капітуляції. Козацька старшина мала заприсягтися, що ні вона, ні козаки більше не воюватимуть проти короля, Молдови, Волощини і Семигорода, що віддадуть скарбницю Лупу, маєток вірних йому бояр і Тимоша Хмельницького, віддадуть переможцям найманців-німців і татарських мурз, що перебували в Сучаві. Козаки мали також покласти на землю перед переможцями на знак покори свої корогви. Козаки не погодилися на такі умови, але були змушені повернутися до переговорів, коли семигородські підкріплення на чолі з Яношем Кемені, що підійшли на початку жовтня 1653 року, привезли облогові гармати і почався сильний обстріл козацьких шанців.
8 жовтня 1653 року переговори відновилися, і 9 жовтня було підписано угоду. Козакам було залишено зброю (крім гармат та гаківниць: козаки полишили за одними даними, 7 польових гармат, 50 з лишком «тяжкої вогнепальної зброї», за іншими 3 шестифунтових і одну легку гармату, та 40 гаківниць, ще за іншими 6 великих гармат та кілька менших), 10 корогов (інші вони віддали переможцям), та тіло Тимоша, але вони повинні були віддати все награбоване добро, та присягнути на вірність королеві. Сім'ї Васіле Лупу було дозволено вільно виїхати до України. Молдовський гарнізон Сучави та бояри отримали пробачення у нового господаря Георгія Штефана.
10 жовтня 1653 року козаки принесли присягу на вірність королю, а 12-13 жовтня з 10 корогвами і зброєю в руках, під захистом табору, залишили Сучаву, везучи із собою тіло гетьманича. Із Сучави вийшло, за свідченням очевидців, 4 000-5 800 козаків. Якщо на початку облоги козаків із Тимошем було 6-8 тисяч, то козаки за два місяці облоги втратили близько 2 тисяч убитими та померлими.
30 жовтня до гетьманської столиці Чигирина під залпи з гармат внесли труну з покійним Хмельницькийм. З його смертю втратили актуальність молдавські династичні плани Хмельницького, пов'язані з відчайдушно хоробрим, але неврівноваженим, запальним і надмір впертим старшим сином Тимофієм.
Георгій Штефан, Матвій Басараб і Дьєрдь II пришвидшили переговори з Польщею про спільні дії проти Богдана Хмельницького. Реальною стала перспектива створення антиукраїнської коаліції, чого найбільше боявся український гетьман. Одначе Смолій і Степанков вважають, що двомісячна оборона Сучави продемонструвала правителям Молдови, Волощини й Семигорода їхню залізну стійкість і розвіяла ілюзію можливості здобуття легкої перемоги в боротьбі з Україною. Тому вони переглянули попередні наміри спрямувати війська на допомогу Польщі.